# Спортивная гимнастика на летних Олимпийских играх 2016 — опорный прыжок (женщины)
Соревнования в опорных прыжках в рамках турнира по спортивной гимнастике на летних Олимпийских играх 2016 года состоялись 14 августа 2016 года. Результат определялся как средняя арифметическая сумма баллов за два прыжка.
Симона Байлз выиграла свое третье олимпийское золото. Ранее она выиграла на этих же Играх командное и абсолютное первенство.
Действующая чемпионка мира на этом снаряде Мария Пасека выиграла серебро, бронза досталась действующей чемпионке Европы швейцарке Джулии Штайнгрубер.
В финале тремя участницами были показаны прыжки экстра-класса, которые кроме них никто не пытается исполнить. Речь ведется о представительницы Узбекистана Оксане Чусовитиной (приехавшей на свою седьмую Олимпиаду), индуске Дипе Кармакар, исполнившие именной прыжок Продуновой — двойное сальто вперед в группировке (базовая стоимость 7.0) и Хон Ын Джон из КНДР, исполнившей прыжок рондат-фляк-3 винта (базовая стоимость 6.8, но впоследствии не засчитанный и пониженный до 2.5 винтов). Успеха в этот раз они не добились, заняв соответственно 7-е, 4-е и 6-е места.

## Медалисты
| Золото           | Серебро             | Бронза                       |
| Симона Байлз США | Мария Пасека Россия | Джулия Штайнгрубер Швейцария |

## Финал
| Место | Гимнастка                | 1-й прыжок | 1-й прыжок | 1-й прыжок | 1-й прыжок | 2-й прыжок | 2-й прыжок | 2-й прыжок | 2-й прыжок | Итог   |
| Место | Гимнастка                | Сложн.     | Исполн.    | Сбавка     | Сумма      | Сложн.     | Исполн.    | Сбавка     | Сумма      | Итог   |
| ----- | ------------------------ | ---------- | ---------- | ---------- | ---------- | ---------- | ---------- | ---------- | ---------- | ------ |
|       | Симона Байлз (USA)       | 6.300      | 9.600      |            | 15.900     | 6.400      | 9.633      |            | 16.033     | 15.966 |
|       | Мария Пасека (RUS)       | 6.400      | 8.966      | 0.1        | 15.266     | 6.300      | 8.941      |            | 15.241     | 15.253 |
|       | Джулия Штайнгрубер (SUI) | 6.200      | 9.333      |            | 15.533     | 5.800      | 9.100      |            | 14.900     | 15.216 |
| 4     | Дипа Кармакар (IND)      | 6.000      | 8.866      |            | 14.866     | 7.000      | 8.266      |            | 15.266     | 15.066 |
| 5     | Ван Ян (CHN)             | 6.000      | 8.866      |            | 14.866     | 6.200      | 8.933      |            | 15.133     | 14.999 |
| 6     | Хон Ын Джон (PRK)        | 6.400      | 9.000      |            | 15.400     | 6.300      | 8.200      | 0.1        | 14.400     | 14.900 |
| 7     | Оксана Чусовитина (UZB)  | 7.000      | 7.933      |            | 14.933     | 6.000      | 8.833      | 0.1        | 14.733     | 14.833 |
| 8     | Шэллон Олсен (CAN)       | 6.300      | 8.666      |            | 14.966     | 5.900      | 8.766      |            | 14.666     | 14.816 |